# Nicolas Karcher

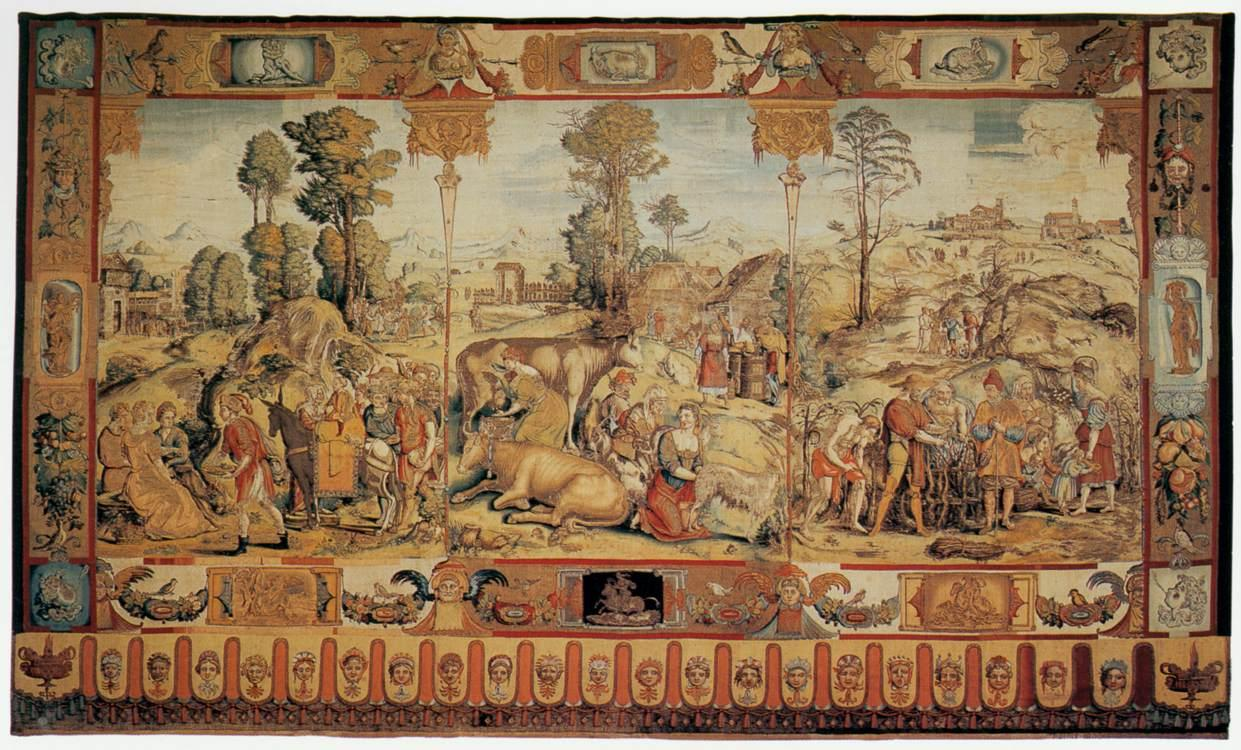
Nicolas Karcher, I mesi dell'anno - Marzo, aprile, maggio, Galleria degli Uffizi, 1552

Nicolas Karcher (Bruxelles, ... – Mantova, 1562) è stato un artista di arazzi fiammingo.

## Biografia
Fu attivo come tessitore in Italia dal 1517 circa, insieme con suo fratello Giovanni Karcher, presso la corte estense di Ferrara, con un grande laboratorio per Ercole II d'Este, duca di Ferrara e di Modena. Nel 1539 Nicolas Karcher venne invitato da Federico II Gonzaga, duca di Mantova, ad istituire un proprio laboratorio a Mantova e portò con sé dieci lavoratori.
Nell'ottobre 1545, insieme al collega arazziere Jan Rost, Karcher si trasferì a Firenze su invito di Cosimo I de' Medici, duca di Firenze, che voleva creare la sua Arazzeria Medicea.
Nel gennaio 1554 Karcher, finito il suo lavoro a Firenze, tornò a Mantova. Nel 1555 il duca Guglielmo Gonzaga offrì l'incarico a Nicolas di tessere a Mantova con 11 altri lavoratori. Il capolavoro della sua officina di questo periodo è la serie di sette arazzi intitolati Storie di Mosè con spalliere di putti con ghirlande, dei quali quattro sono nel Museo del Duomo di Milano e tre risultano perduti. Karcher è stato tra i più noti arazzieri XVI secolo, in Europa.